# Přehrada Contra
Přehrada Contra, obecně známá jako přehrada Verzasca nebo Locarno, je oblouková přehrada na řece Verzasca v údolí Val Verzasca (Verzascatal) ve švýcarském kantonu Ticino. Přehrada vytváří jezero Lago di Vogorno dva kilometry proti proudu řeky Verzasca od jezera Maggiore a podporuje vodní elektrárnu Verzasca o výkonu 105 MW. Byla postavena v letech 1961–1965 a počínaje krátce po napuštění její nádrže docházelo až do roku 1971 k řadě zemětřesení souvisejících s jejím zatížením vodou. Přehradu vlastní a provozuje společnost Verzasca SA a je čtvrtou nejvyšší ve Švýcarsku.
Přehrada se stala oblíbeným místem pro bungee jumping poté, co z ní v úvodní scéně filmu Zlaté oko z roku 1995 skočil kaskadér Jamese Bonda; tento kaskadérský kousek byl v roce 2002 v anketě Sky Movies zvolen nejlepším filmovým kaskadérským kouskem všech dob.

## Historie
Dne 6. května 1960 byla založena společnost Verzasca SA, která měla za úkol postavit přehradu jako ústřední prvek hydroelektrárenského komplexu Verzasca. Výstavba přehrady začala v roce 1961. Přehradu projektovala a na její stavbu dohlížela společnost Lombardi & Gellaro Ltd. Vzhledem k tomu, že se přehrada Contra nachází v nižší nadmořské výšce než jiné švýcarské přehrady, umožnilo teplejší počasí provádět stavbu celoročně. Pro odklonění řeky a přípravu suchého staveniště pro stavbu přehrady byly vybudovány dočasné hráze, z nichž jedna přesměrovávala řeku přes odváděcí tunel s kapacitou 200 m³/s. Rizikem bylo to, že řeka mohla mít průtoky mnohem vyšší, než byla kapacita tunelu. Výkop pravé strany hráze musel být rozšířen kvůli nepředpokládanému zvětrávání horniny a během 15 dnů byly změněny projekty.

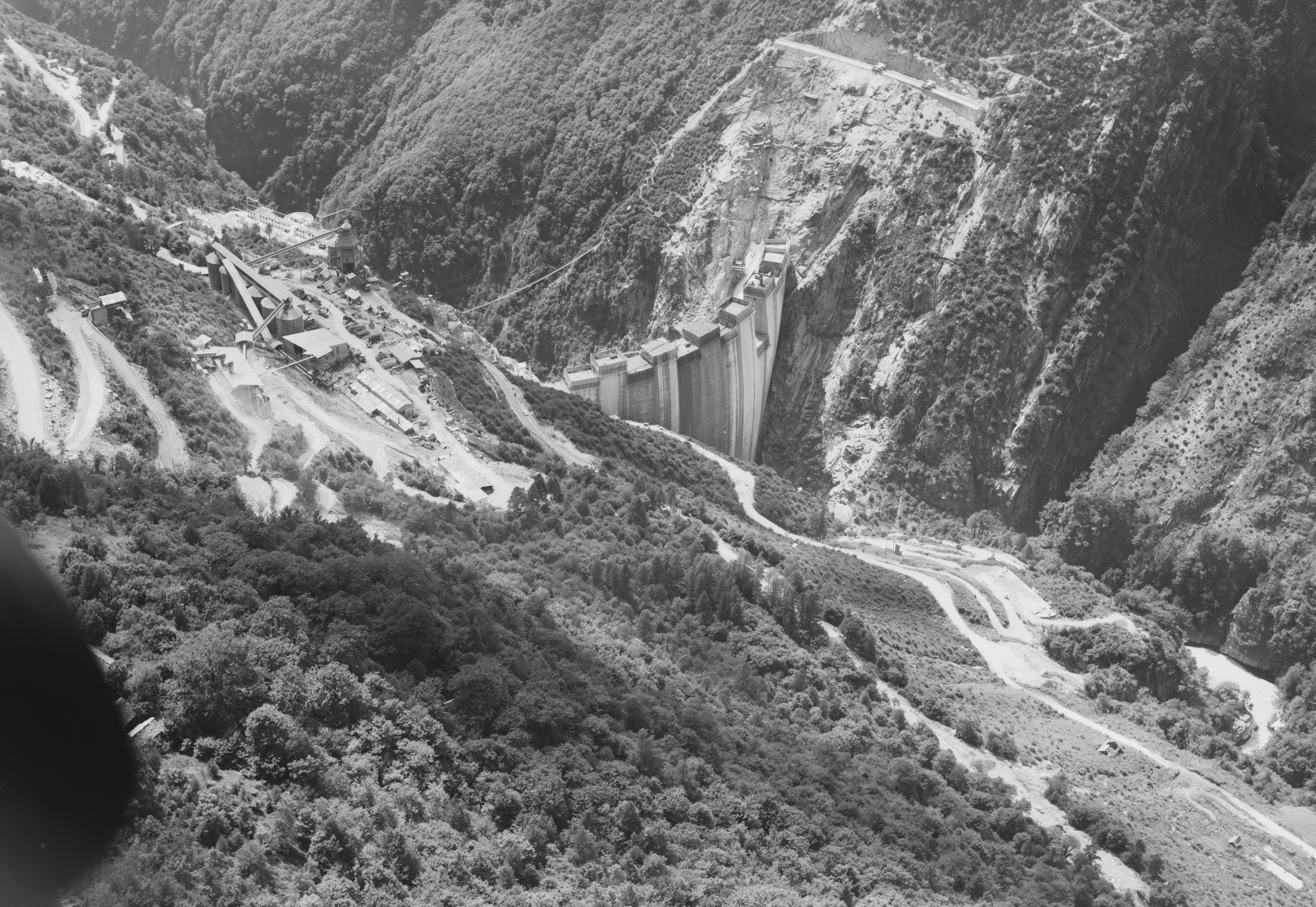
Betonová hráz během výstavby, historický letecký snímek Wernera Friedliho (červenec 1964)

Osmnáct měsíců probíhalo betonování a ukládání betonu, z čehož bylo za den uloženo maximálně 3 100 m³ a za měsíc 55 000 m³. Kamenivo do betonu bylo získáváno z lomu v blízkosti staveniště. Kvalitní a pevnostní štěrkopísek byl rozemlet v rotačním drtiči a připraven do betonové směsi. Aby se usnadnilo smršťování a usazování (tuhnutí) betonu v hrázi, byl beton chlazen řadou ocelových trubek, které probíhaly v celé hmotě betonu, s výjimkou horních 30 m hráze. Kolem hráze a pod ní byla také umístěna těsnicí clona, aby se zabránilo prosakování, na což se spotřebovalo velké množství cementu. V srpnu 1964 se nádrž začala plnit a v září 1965 byla nádrž plná a hráz dokončena. Několik domů ve vesnici Vogorno, které se nacházely na bývalé údolní cestě, nyní zatopené v nádrži, bylo kvůli povodni vyhozeno do povětří; náhradní domy byly postaveny na svahu nad jezerem. Historická jádra vogorských obcí však zůstala přehradou nedotčena.

### Seismická aktivita
Během toho, co Dr. Giovanni Lombardi, projektant přehrady, popsal jako mimořádně rychlý nárůst vody během prvního napouštění nádrže, počínaje srpnem 1964, došlo k seismickým otřesům. Zemětřesení začalo v květnu 1965 a k největším otřesům došlo později v říjnu a listopadu po naplnění nádrže. Epicentra se nacházela na dvou zlomech v blízkosti přehrady. Denně docházelo až k 25 otřesům. Jakmile byla nádrž vypuštěna, otřesy ustaly a nebyly zjištěny žádné škody. Po opětovném napuštění se otřesy zmírnily a předpokládalo se, že bylo dosaženo rovnováhy, která nereagovala na změny zatížení vody. K dalšímu velkému otřesu došlo až několik let po napuštění. Po roce 1971 již nebyly v okolí přehrady ani nádrže zaznamenány žádné seismické otřesy. Před výstavbou přehrady nebyly provedeny žádné známé podrobné geologické studie a je známo, že v oblasti existuje několik zlomů.

## Historie výstavby

### Přehrada
Přehrada Contra je betonová štíhlá oblouková hráz o výšce 220 m a délce koruny 380 m. Hráz je široká 25 m u základny a 7 m v koruně. Konstrukce hráze obsahuje 660 000 m³ betonu a samotná konstrukce má plochu 44 500 m². Hráz má štíhlou konstrukci a její vodorovné oblouky mají eliptický tvar. Vodorovné zakřivení hráze se směrem od středu hráze k opěrám zmenšuje a zakřivení od středu směrem od koruny dolů k základům zvětšuje. Tloušťka je konstantní s výjimkou místa, kde je hráz zapuštěná do opěr; zde je silnější, aby se snížil tlak na skálu. Pevná hornina může přijmout napětí 70 kg/cm². Ve vertikálním směru se tloušťka hráze zvětšuje od koruny směrem dolů k základům a má mírnou křivku od středu směrem ke koruně. To pomáhá zmírnit tahové napětí pro případy, kdy je nádrž nejen plná, ale i prázdná. Výpustné zařízení přehrady se skládá ze dvou výpustných potrubí, z nichž každé je schopno vypustit až 170 m³/s. Jedno vypouští vodu do původního odváděcího tunelu a druhé se nachází u paty hráze a vypouští vodu do údolí řeky pod ní.
Přehrada vytváří jezero Lago di Vogorno, které má objem 105 000 000 m³ a plochu 160 ha, odebíranou z povodí o rozloze 230 km². Řeka Verzasca má velmi nepravidelné sezónní průtoky, které mohou dosahovat až 1 000 m³/s.
Giovanni Lombardi ji považuje za jednu z esteticky nejhezčích přehrad, především díky štíhlosti betonového oblouku a výjimečné čistotě konstrukce. Konstrukce také snížila množství potřebného betonu, čímž se snížily i náklady.

### Přelivy
Přehrada má dva přelivy, každý umístěný na konstrukci, poblíž jejích opěr na obou stranách, které mají maximální kapacitu vypouštění 1 300 m³/s. Každý přeliv obsahuje šest jezů s pevnou korunou, které jsou široké 12 m. Z každého otvoru voda odtéká jediným žlabem do přepadového rozrážeče na dně přelivu. Přepadové rozrážeče rozptylují a odklánějí vodu směrem ke středové ose údolí o 200 m níže. Později byly přepady upraveny pro zlepšení vypouštění a funkce zvětšením pilířů a přidáním dalších bočních deflektorů v blízkosti koruny.

### Elektrárna
Přehrada zásobuje elektrárnu o výkonu 105 MW, která obsahuje 3 x 35 MW Francisovy turbíny a ročně vyrobí v průměru 234 GWh. Voda z nádrže ve výšce 470 m n. m. je převáděna do podzemní elektrárny níže po proudu ve výšce 193 m n. m., což poskytuje maximální hydraulický výškový rozdíl 277 m. Elektrárna může vypouštět až 50 m³/s vody, která odtéká 1,9 km dlouhým tunelem do jezera Lago Maggiore. Stavitelem a vlastníkem elektrárny je společnost Verzasca SA, která má na elektrárnu osmdesátiletou koncesi, jež vyprší v roce 2046.

## Galerie

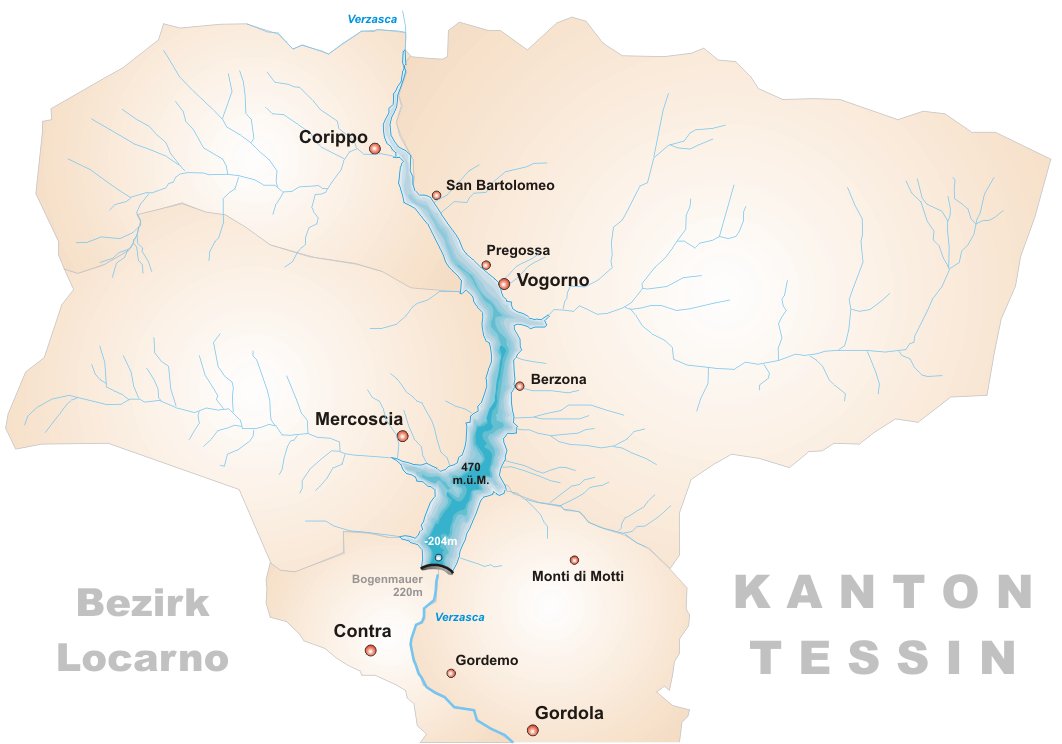
Povodí přehrady
Přehrada Contra a jezero Vogorno, historický snímek Wiernera Friedliho (září 1965)
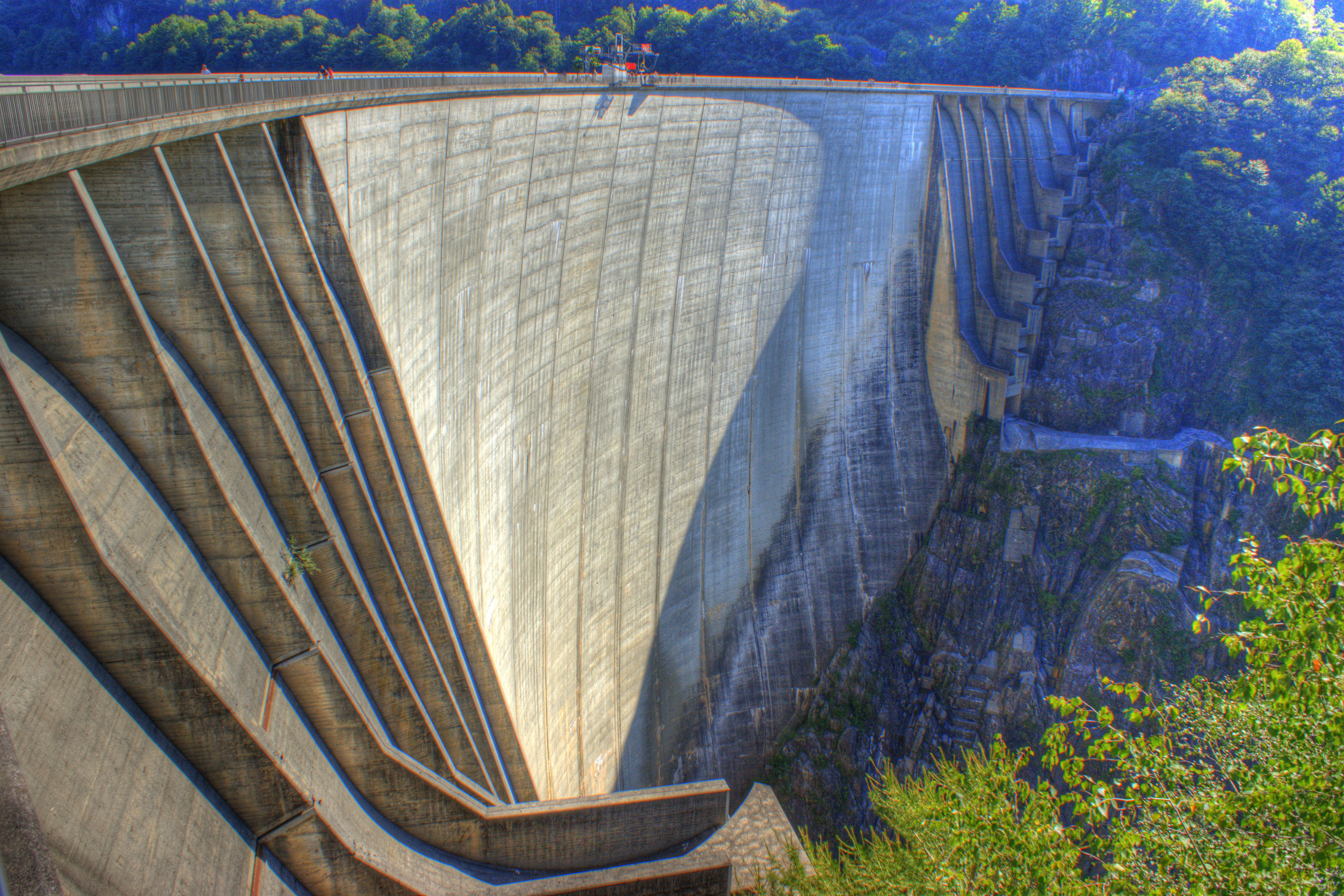
Boční přeliv
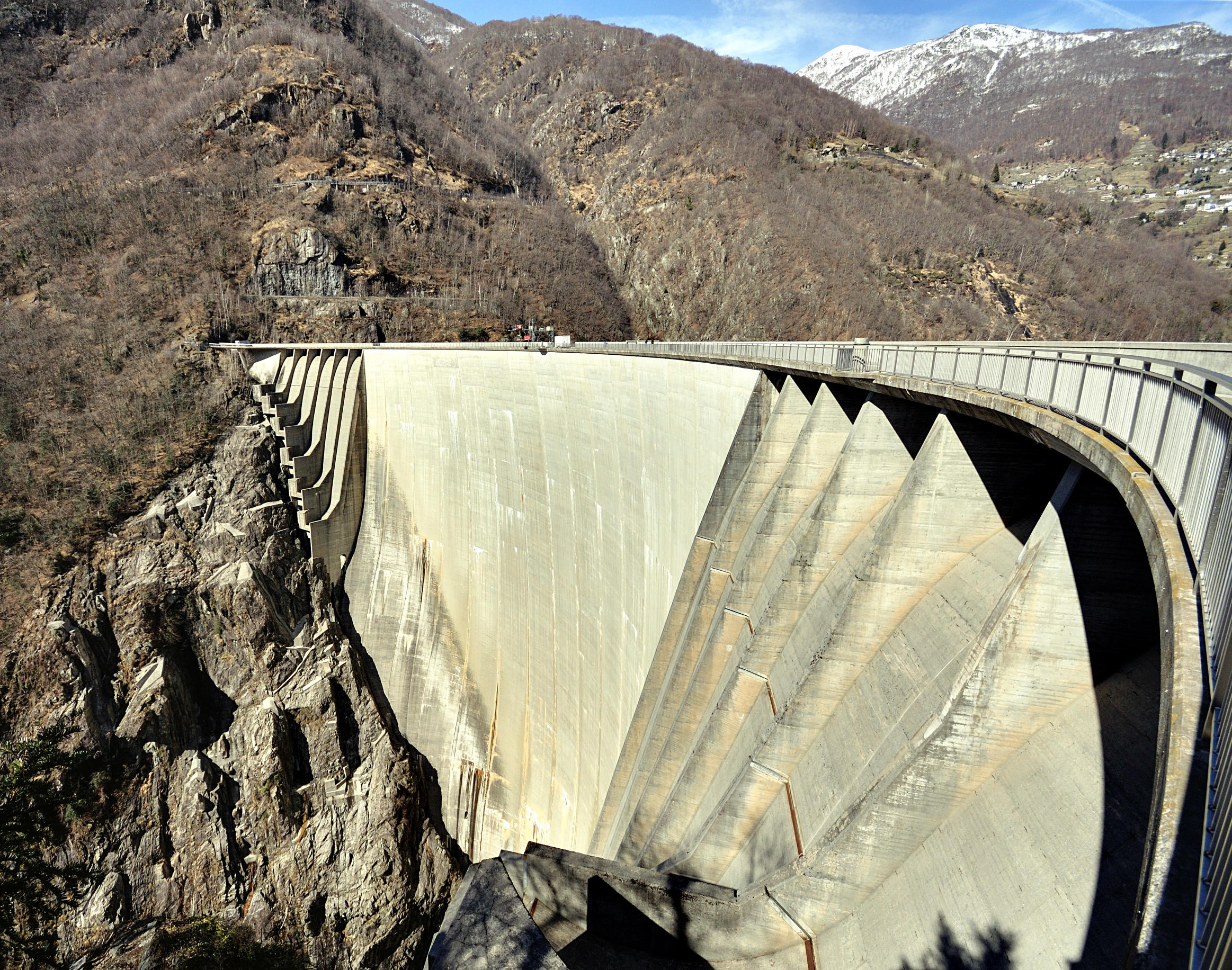
Přehradní hráz
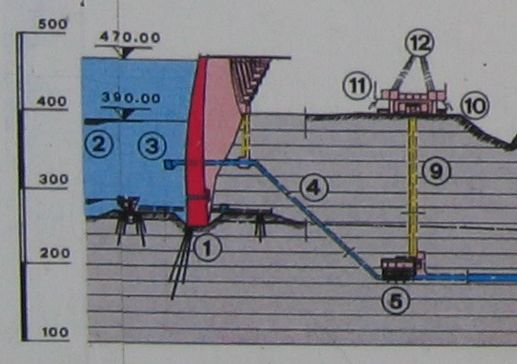
Řez
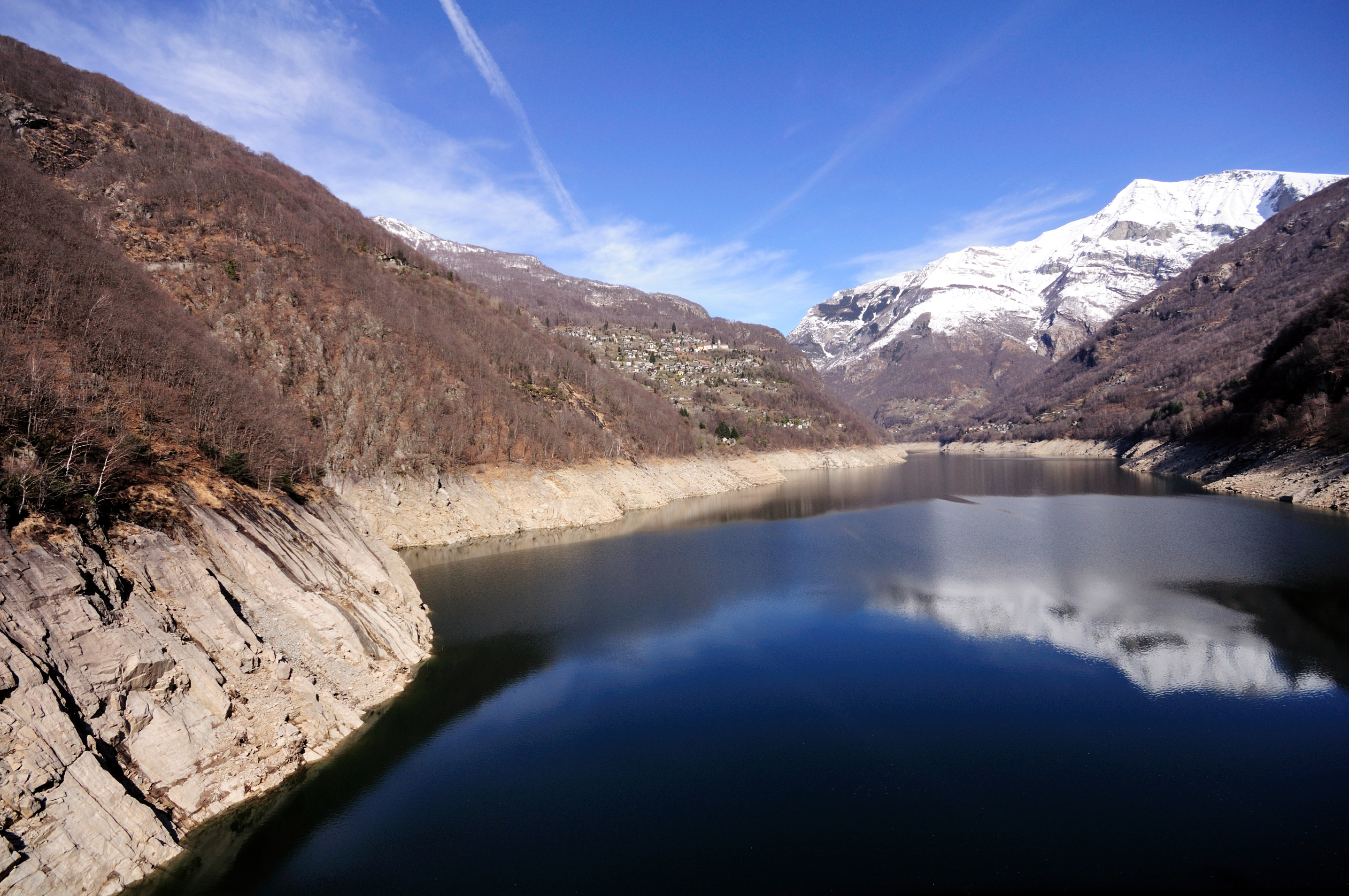
Jezero Vogorno
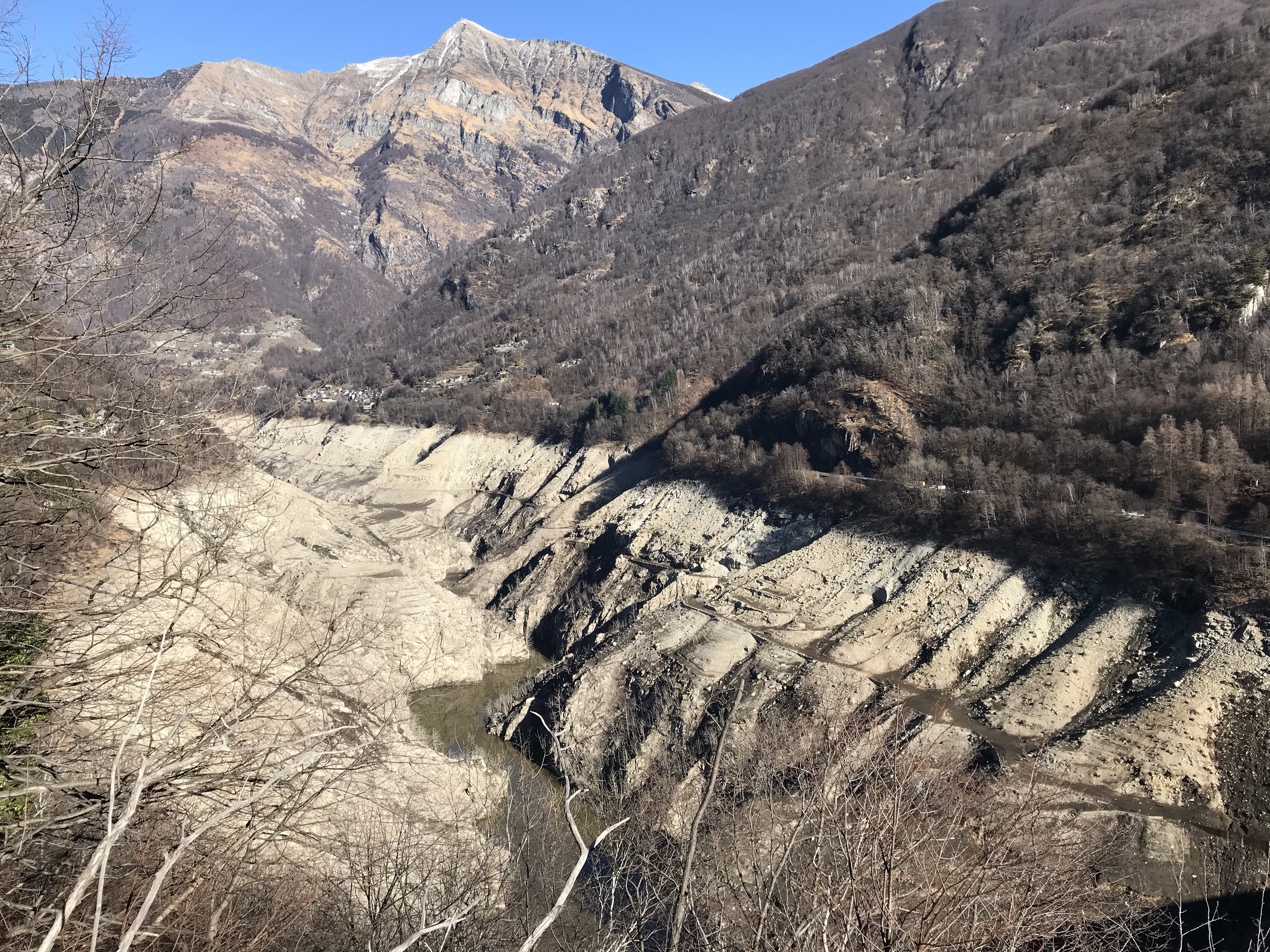
Vypuštěné jezero Vogorno
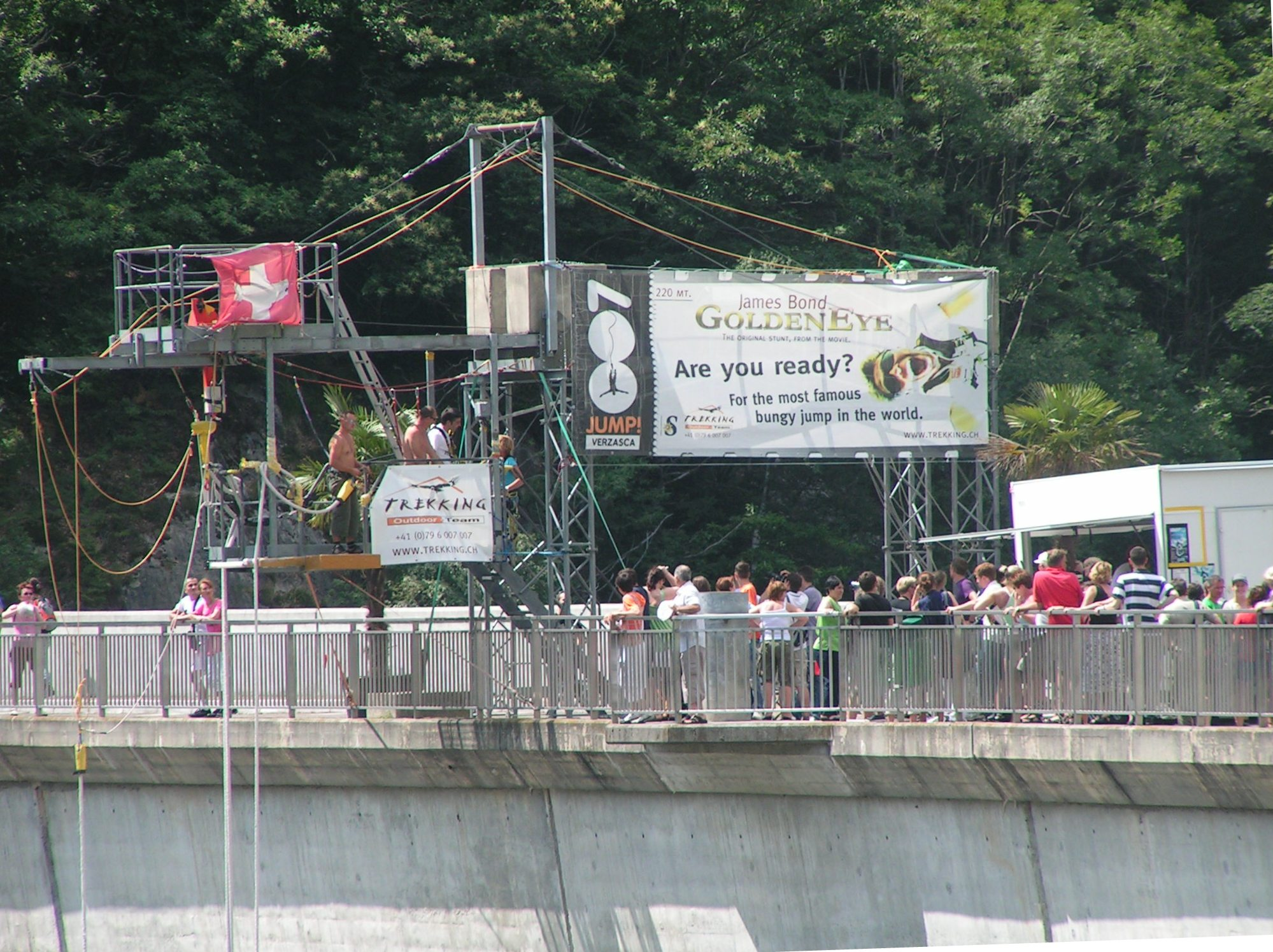
Bungee jump
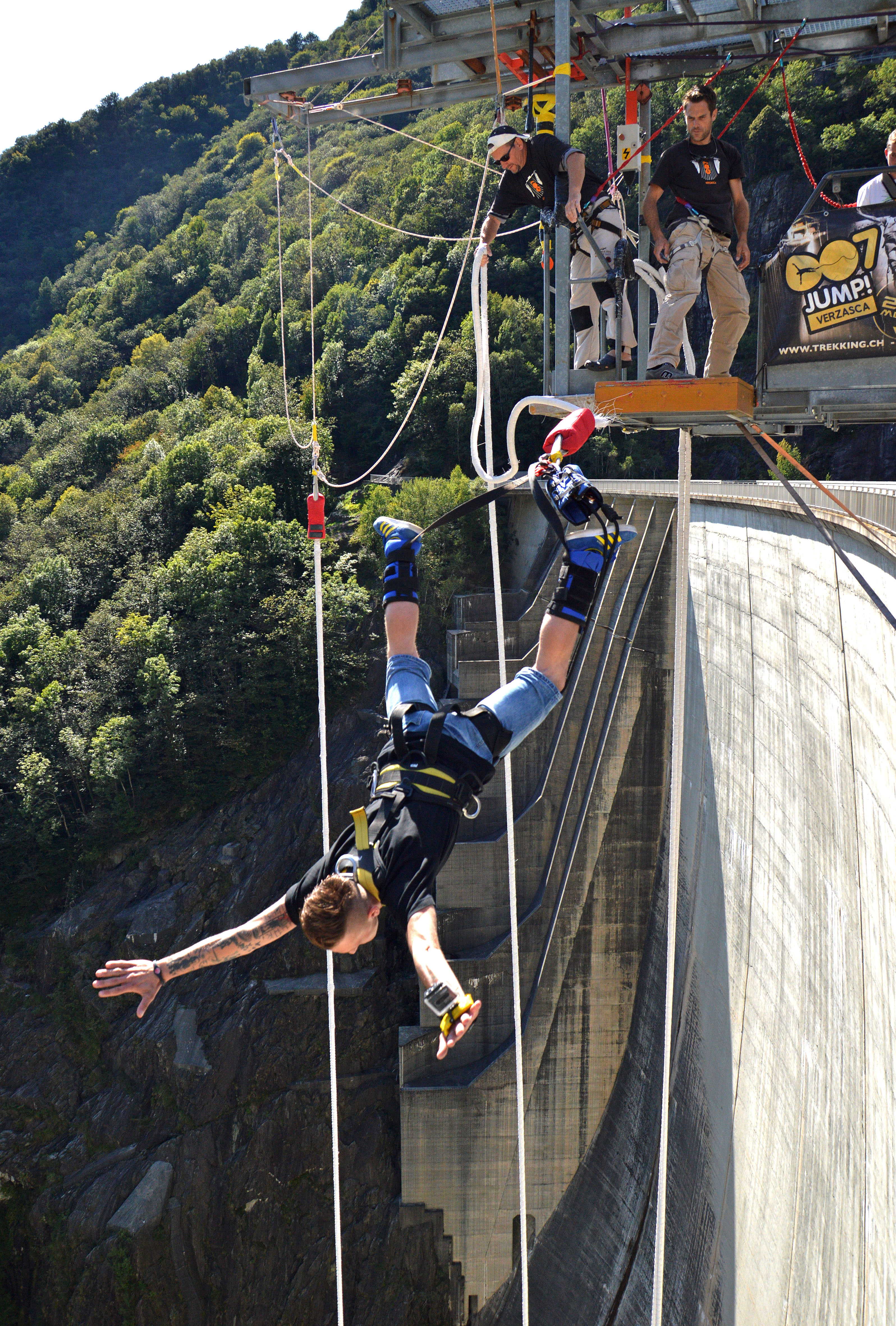
Bungee jump
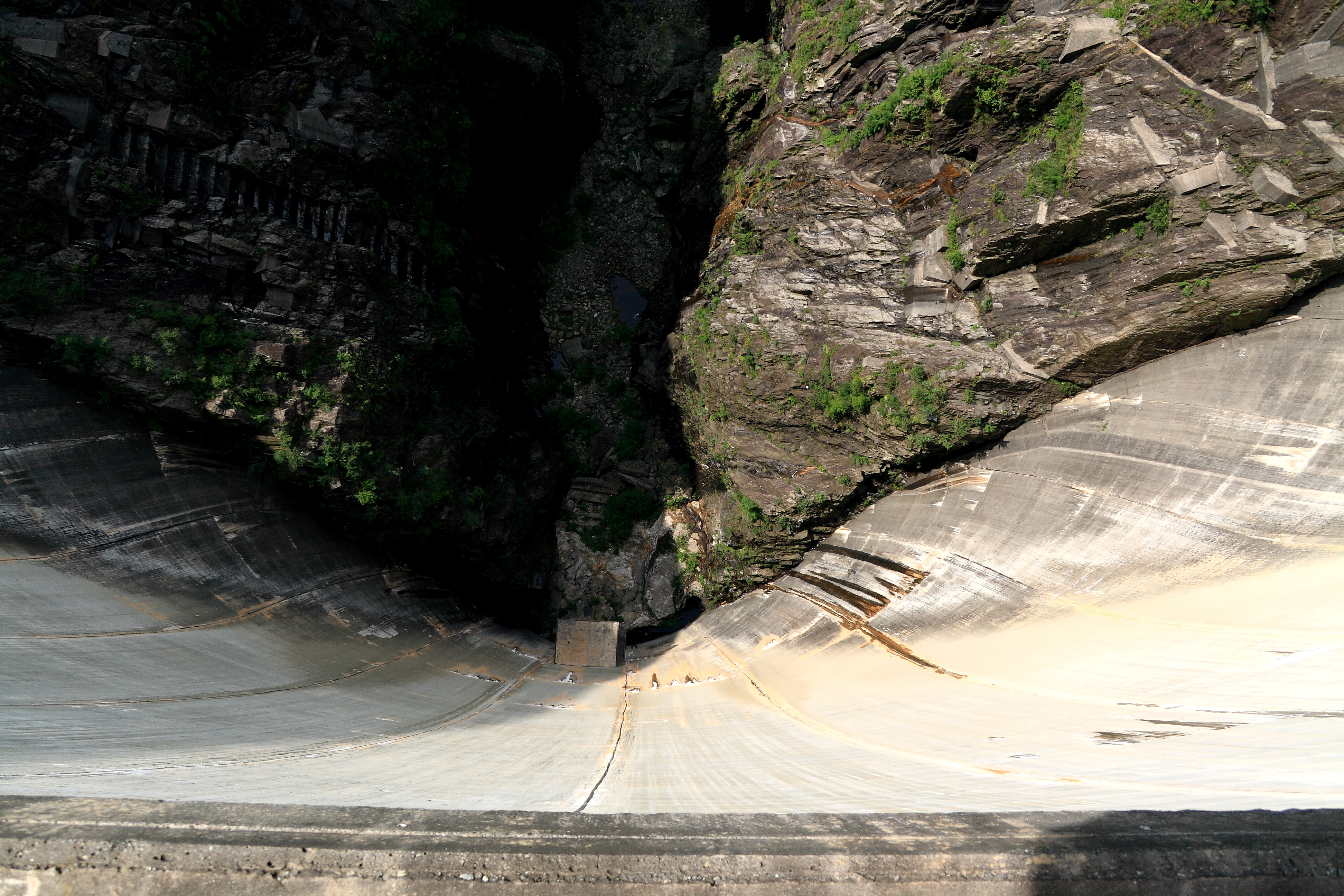
Pohled z koruny přehradní hráze